# Coupe du Luxembourg féminine de football
La Coupe du Luxembourg féminine de football est une compétition de football féminin créée en 2001.
Le club le plus souvent vainqueur est le FC Jeunesse Junglinster avec 6 victoires.

## Déroulement de la compétition
La Coupe du Luxembourg féminine de football débute en septembre. Il y a un 1er et un 2e tour, suivent les 1/8 de finale, les 1/4 de finale, les 1/2 finales et la finale. Tous les rencontres se disputent en une manche.

## Palmarès
| Année | Vainqueur                                                   | Finaliste                                                   | Score                                                       |
| 2002  | FC Progrès Niedercorn                                       | Etzella Ettelbruck                                          | 12 - 0                                                      |
| 2003  | FC Progrès Niedercorn                                       | Etzella Ettelbruck                                          | 3 - 1                                                       |
| 2004  | Etzella Ettelbruck                                          | FC Progrès Niedercorn                                       | 4 - 3                                                       |
| 2005  | FC Mamer 32                                                 | FC Progrès Niedercorn                                       | 2 - 2 5 - 3 (tab)                                           |
| 2006  | FC Mamer 32                                                 | FC Cessange Bracarenses Grund 2001                          | 6 - 1                                                       |
| 2007  | FC Mamer 32                                                 | FC Cessange Bracarenses Grund 2001                          | 11 - 1                                                      |
| 2008  | FC Mamer 32                                                 | Entente Itzig/RFCU Luxembourg                               | 3 - 1                                                       |
| 2009  | FC Mamer 32                                                 | FC Jeunesse Junglinster                                     | 4 - 2                                                       |
| 2010  | FC Jeunesse Junglinster                                     | FC Minerva Lintgen                                          | 2 - 0                                                       |
| 2011  | FC Jeunesse Junglinster                                     | FC Progrès Niedercorn                                       | 3 - 0                                                       |
| 2012  | Sporting Club Ell                                           | FC Progrès Niedercorn                                       | 5 - 2                                                       |
| 2013  | FC Jeunesse Junglinster                                     | FC Mamer 32                                                 | 8 - 1                                                       |
| 2014  | Entente Canach-Remich Bous                                  | Sporting Club Ell                                           | 0 - 4                                                       |
| 2015  | Racing Football Club Union Luxembourg                       | FC Jeunesse Junglinster                                     | 1 - 1 11 - 12 (tab)                                         |
| 2016  | SC Bettembourg                                              | FC Jeunesse Junglinster                                     | 1 - 1 4 - 5 (tab)                                           |
| 2017  | FC Mamer 32                                                 | Entente Rosport                                             | 4 - 1                                                       |
| 2018  | Sporting Club Ell                                           | FC Jeunesse Junglinster                                     | 1 - 1 6 - 7 (tab)                                           |
| 2019  | Racing FC Union Luxembourg                                  | Wormeldange-Munsbach-CSG                                    | 4 - 0                                                       |
| 2020  | Compétition abandonnée en raison de la pandémie de Covid-19 | Compétition abandonnée en raison de la pandémie de Covid-19 | Compétition abandonnée en raison de la pandémie de Covid-19 |
| 2021  | Compétition abandonnée en raison de la pandémie de Covid-19 | Compétition abandonnée en raison de la pandémie de Covid-19 | Compétition abandonnée en raison de la pandémie de Covid-19 |
| 2022  | Racing FC Union Luxembourg                                  | FC Mamer 32                                                 | 3-2                                                         |
| 2023  | Racing FC Union Luxembourg                                  | FC Mamer 32                                                 | 2-1                                                         |
| 2024  | Racing FC Union Luxembourg                                  | Sporting Club Ell                                           | 2-1                                                         |

## Bilan par clubs
- FC Mamer 32, FC Jeunesse Junglinster : 6 victoires
- Racing FC Union Luxembourg : 4
- FC Progrès Niedercorn : 2 victoires
- Entente Canach-Remich Bous, SC Ell, Etzella Ettelbruck : 1 victoire

## Statistiques
- Le plus grand nombre de victoires : 6 (FC Mamer 32 et FC Jeunesse Junglinster)
- Le plus grand nombre de finales perdues : 6 (FC Progrès Niedercorn
- Le plus grand nombre de buts : 12 (FC Progrès Niedercorn-Etzella Ettelbruck 12-0 en 2002, FC Mamer 32-FC Cessange Bracarenses Grund 2001 11-1 en 2007)
- Le plus grand écart de buts : 12 (FC Progrès Niedercorn-Etzella Ettelbruck 12-0 en 2002)
- Le nombre de finales s'étant terminées aux tirs au but : 4
- Le nombre de victoires aux tirs au but : FC Jeunesse Junglinster, 3